# Revenik
Revenik (szerbül: Ревеник) szerb falu Bosznia-Hercegovinában, a Bosznia-hercegovinai Föderáció Una-Szanai kantonjában, Bosanski Petrovac községben. 

## Fekvése
Bosznia-Hercegovina nyugati részén, Bihácstól légvonalban 47, közúton 53 km-re délkeletre, Bosanski Petrovactól légvonalban 3, közúton 4 km-re nyugatra, az Osječenica alatt, Kolunić falutól nyugatra, Bosanski Petrovac közvetlen közelében fekszik. A falu mellett található a Petrovac-mező leghosszabb víznyelője, a Japaga, melynek merülési pontja Kadinjačától (727 m) északra, Rastova glavicától (680 m) délre található. Az innen származó víz az Unac-kanyonban jelenik meg, amit festéssel határoztak meg. A Žuta glavicán 720 m magasságban található a Manastirka-barlang, mely egy egyszerű csatornabarlang. A barlang vízszintes és függőleges repedések metszéspontjában, vastag rétegű jura mészkövekben jött létre. A bejárat körül sok víznyelő található.

## Népessége
| Nemzetiségi csoport | Népesség 1991 | Népesség 2013 |
| ------------------- | ------------- | ------------- |
| Szerb               | 140           | 45            |
| Bosnyák             | 0             | 13            |
| Horvát              | 0             | 0             |
| Jugoszláv           | 5             | 0             |
| Egyéb               | 0             | 1             |
| Összesen            | 145           | 59            |

## Története
Revenikben a Žuta glavicán van egy kis vár, habarccsal rakott falakkal és kúttal. Itt egy nagyon domináns helyen található a Kadinjača nevű várrom is. 1960 körül B. Gavela és B. Raunig feltárta az itt található épületek alapjait, amelyek a Hallstatt kultúra C fázisához (kora vaskor) tartoznak. Ez volt az az időszak, amikor ezt a vidéket illírek lakták. A rómaiak érkezésével a törzsi közösség társadalmi berendezkedése lényegesen nem változott. Az illírek továbbra is területi közösségük (civitas) keretein belül éltek, vagyis vezéreik (principes, praepositil) vezetése alatt, de a többi illír törzshöz hasonlóan a római prefektusok felügyelete alatt éltek. A Petrovac polje peregrine civitas központja Kolunić és Revenik környékén volt (Gradina in Kolunić, Gradić na Žutoja glavica és Kadinjač).

## Nevezetességei
- Gradić - Žuta Glavica, kis méretű késő középkori vár maradványai.[7]

- Kadinjača – ókori erőd maradványai. B. Gavela és B. Raunig 1959-ben végzett itt szondázó ásatásokat. Az erőd szabálytalan alaprajzú, 125 méteres hosszúságú és 65 méter szélességű, kelet-nyugati tájolású volt. Nyugatról és délnyugatról kettős sánc, az északi oldal kivételével a többi oldalom kőfal védte. A főbejárat a déli oldal közepén, egy mellékbejárat pedig a délkeleti sarok közelében volt. A platón a kultúrréteg mintegy 1,30 méter mélységig nyúlik le. A falakon belül a házak nagyméretű kövekből épültek. Az itt talált régészeti leletek a vaskorból valók.[7]

## Híres emberek
Revenik községben született a nagy jugoszláv festő, Jovan Bijelić. Több mint 1800 műalkotás alkotója volt, amelyekért számos díjat kapott. Műalkotásokból és személyes tárgyakból, ingó vagyonból álló gyűjteményét Bosznia-Hercegovina nemzeti örökségévé nyilvánították.

## Fordítás
- Ez a szócikk részben vagy egészben  a   Revenik című bosnyák Wikipédia-szócikk ezen változatának fordításán alapul.  Az eredeti cikk szerkesztőit annak laptörténete sorolja fel. Ez a jelzés csupán a megfogalmazás eredetét és a szerzői jogokat jelzi, nem szolgál a cikkben szereplő információk forrásmegjelöléseként.